# Hopelerweg
De Hopelerweg is een heuvel en straatnaam in het Heuvelland gelegen nabij Landgraaf in het zuiden van de Nederlandse provincie Limburg.

## Wielrennen
De klim kent twee haarspeldbochten, het deel na de tweede bocht kent een stijgingspercentage van 11%.